# La Loma (Jaén)
La Loma es una comarca de la provincia de Jaén, situada en el centro geográfico de dicha provincia española.
Su capital histórica está en Úbeda, cuenta con tierras de gran fertilidad, por lo que la actividad económica principal de la comarca es la derivada de la agricultura y, en concreto, del cultivo de olivar aunque el turismo cultural, alcanza importancia en Úbeda y en Baeza, las dos ciudades renacentistas, catalogadas como Patrimonio Cultural de la Humanidad por la Unesco.
Con una población de 74.331 habitantes (INE, 2024), es la tercera comarca más poblada de la provincia (tras las comarcas Metropolitana y Sierra Morena). Tiene una superficie de 1037,4 km², y una densidad de población de 71,65 hab/km².

## Geografía
La Loma también es comarca natural a modo de meseta interfluvial, al estar perfectamente delimitada por los valles de dos grandes ríos: al norte el Guadalimar y al sur el Guadalquivir. A su vez, la comarca se puede dividir en:
- La Loma Occidental: Baeza, Begíjar, Canena, Lupión, Ibros, Rus y Torreblascopedro.
- La Loma Oriental: Úbeda, Sabiote y Torreperogil.

Limita, al sur, con la comarca de Sierra Mágina, al este, con la comarca de Las Villas y de Sierra de Cazorla, al norte, con El Condado, y al oeste con la comarca de Sierra Morena y la Comarca Metropolitana de Jaén.
Tradicionalmente y por los vínculos geográficos, culturales y de dependencia, se ha considerado que forma junto con la comarca de las Villas la comarca de La Loma y las Villas. Sin embargo a partir del 27 de marzo de 2003 de acuerdo con el catálogo elaborado por la Consejería de Turismo y Deporte de la Junta de Andalucía, se modifican las comarcas de Jaén quedando así La Loma y Las Villas dos comarcas independientes.
El grueso del territorio lomés es rica campiña olivarera de cultivo muy intensivo, que alterna con pequeñas áreas de secano dedicadas a cultivos herbáceos y con las vegas de los ríos Guadalquivir y Guadalimar, en las que destacan muy especialmente los cultivos industriales de regadío.
En la comarca se manifiesta económicamente una hegemonía oleicola. En el año 2005, la comarca de La Loma fue la más productora, con 117 777 toneladas de aceite de oliva.

### Municipios
La comarca de La Loma está formada por los siguientes municipios:
|                  | Municipio        | Superficie (km2) | Población (2024) | Densidad (hab./km2) | Ayuntamiento (2023) |
| ---------------- | ---------------- | ---------------- | ---------------- | ------------------- | ------------------- |
| Úbeda            | Úbeda            | 397,4            | 33 674           | 84,74               | PSOE                |
| Baeza            | Baeza            | 192,63           | 15 677           | 94,37               | PP                  |
| Torreperogil     | Torreperogil     | 90,1             | 7 113            | 78,95               | PSOE                |
| Sabiote          | Sabiote          | 112,11           | 3 780            | 33,72               | PSOE                |
| Begíjar          | Rus              | 47,3             | 3 407            | 72,03               | Cs                  |
| Begíjar          | Begíjar          | 42,76            | 2 947            | 68,92               | PSOE                |
| Ibros            | Ibros            | 55.74            | 2 764            | 49,59               | PSOE                |
| Torreblascopedro | Torreblascopedro | 61,38            | 2 402            | 39,13               | AxSí                |
| Begíjar          | Canena           | 14,4             | 1 761            | 122,29              | IU                  |
| Lupión           | Lupión           | 24,33            | 806              | 33,13               | IU                  |
|                  | Total            | 1 037,4          | 74 331           | 71,65               |                     |

## Patrimonio Histórico Andaluz
- Ver catálogo